# レイランド・ヒッポマークII
レイランド ヒッポ Mk.II（Leyland Hippo Mk.II ）は、第二次世界大戦中から戦後までイギリス陸軍とイギリス空軍が使用した大型の汎用貨物トラックである。

## 歴史
1939年から1940年にかけ、イギリス軍はヒッポ Mk.Iを使用していた。WSW17としても知られるヒッポ Mk.Iは、民間モデルのヒッポの軍用版で、軍用モデルのMk.は運転室と車体がオープントップとなっていた。
ヒッポ Mk.IIは、ノルマンディー上陸作戦に向けた軍備計画の一部として開発されたレイランドによる新しい設計で、10トンの積載能力を持つトラックで、小型車よりもロジスティクス上の利点が大きいと結論付けられた。ヒッポ Mk.IIの設計は1943年に開始され、1944年後半に生産が開始された。量産されたヒッポMK.IIはノルマンディー上陸作戦緒戦には間に合わなかったが、その後約1,000台が第二次世界大戦終結時まで使用され、戦後も引き続き使用された。1950年代にはイギリス空軍での使用も開始され、1970年代まで運用された。

## 設計
ヒッポ Mk.IIは、5速のMTと2速の副変速機を介して、100 bhp（75 kW）のレイランド製直6ディーゼルエンジンを動力源とする6x4トラックだった。ヒッポ Mk.IIには、プルダウンウィンドウが付いた2人用の新しい鋼鉄製キャブがあった。キャブの上部を取り外して、輸送時に全体の高さを低くすることができた。リアにはシングルタイヤが取り付けられていたが、Mk.IIAのリアタイヤにはフロントより細いダブルタイヤが取り付けられたため、フロントタイヤ用とリアタイヤ用に2種類のスペアタイヤを搭載する必要があった。
標準モデルのヒッポ Mk.IIの車体は鋼鉄骨組みの木材坑井タイプで、ローディングの高さを低くするホイールアーチが組み込まれていた。鉄製の枠とキャンバスカバーによって貨物を悪天候から保護可能で、また敵による貨物の識別を防いだ。一部のモデルは大型のバンボディと拡張ボディを備えたものがあった。後者の側面は水平に分割され、上半分が上に広がると屋根が広くなり、下半分が下になると床面積が大きくなり、複数の車両を連結して統合されたワークショップエリアを形成できる。戦後型の車体モデルには、2,000英ガロン（9,100 L）の給油車が含まれていた。